# Comborhiza virgata
Comborhiza virgata là một loài thực vật có hoa trong họ Cúc. Loài này được (N.E.Br.) Anderb. & K.Bremer mô tả khoa học đầu tiên năm 1991.